# Naveta d'Es Tudons
Naveta d'Es Tudons, of Naveta van Es Tudons (in het Menorquí-Catalaans betekent naveta "schip", en Es Tudons, letterlijk "de houtduiven", is de naam van de plek), is een megalitische grafkamer op het Baleareneiland Menorca in Spanje. Het ongeveer 5 meter hoge en 14 meter lange stenen bouwwerk bevindt zich in het westelijke deel van het eiland, op ongeveer 5 kilometer van Ciutadella, 200 meter ten zuiden van de Me-1-hoofdweg naar Maó. Het staat op een licht verhoogd terrein in een glooiende vallei. De Naveta d'Es Tudons kan worden bezichtigd, al is de binnenkant van het bouwwerk niet toegankelijk. Het is een van de belangrijkste toeristische attracties van het eiland.

## Geschiedenis
Op Menorca en Mallorca zijn enkele tientallen naveta-complexen gevonden die hetzij als woning, hetzij als grafkamer dienst deden, en waarvan er enkelen ook uit twee boven elkaar liggende ruimtes bestonden. Navetas (navetes in Menorquí) zijn lithische constructies die dateren van voor de Talayotische periode. Hoewel de navetas al in de vroege 19e eeuw zijn beschreven, werden de eerste archeologische opgravingen pas in de 20e eeuw uitgevoerd, met name in de jaren zestig en zeventig. De benaming "naveta" werd in 1818 geïntroduceerd door Dr. Juan Ramis vanwege de gelijkenis die de bouwwerken vertonen met een omgedraaide scheepsromp.
De Naveta d'Es Tudons werd tussen 1200 en 750 v.Chr. als gemeenschappelijk ossuarium gebruikt en is de grootste en best bewaard gebleven funeraire naveta in Menorca. De onderste ruimte diende voor het opeenstapelen van de losse beenderen, terwijl de bovenste ruimte waarschijnlijk werd gebruikt voor het laten drogen van recent bijgezette lichamen. Koolstofdatering van de beenderen die zijn gevonden in de verschillende funeraire navetas van Menorca wijst op een gebruiksperiode tussen ongeveer 1130-820 v.Chr., maar navetas als die van Es Tudons zijn waarschijnlijk ouder. Pre-Talayotische constructies zijn met behulp van ongekalibreerde koolstofdatering, op 1640 tot 1400 v.Chr. gedateerd. De navetas die voor gemeenschappelijke grafrituelen werden gebruikt zijn gedateerd op het einde van het tweede millennium - begin eerste millennium v.Chr.
Hoewel de Naveta d'Es Tudons al sinds 3 juni 1931 in het register voor Spaans cultureel erfgoed is opgenomen (RI-51-0003442, gearchiveerd), vonden er pas in de jaren 1959-1960 opgravingen plaats onder leiding van de archeoloog Lluís Pericot García. De grafkamer bleek de botresten van minstens honderd skeletten te bevatten, waarvan er een sporen vertoonde van schedeltrepanatie. Ook werden er verschillende koperen en benen objecten gevonden, waaronder bronzen armbanden en knopen van ceramiek en been, die tentoongesteld worden in het Museu de Menorca in Maó. Het monument werd gerestaureerd en de twee ontbrekende steenlagen werden weer teruggeplaatst. Ter bescherming is een stapelmuur rondom het gerestaureerde monument gebouwd.

## Architectuur

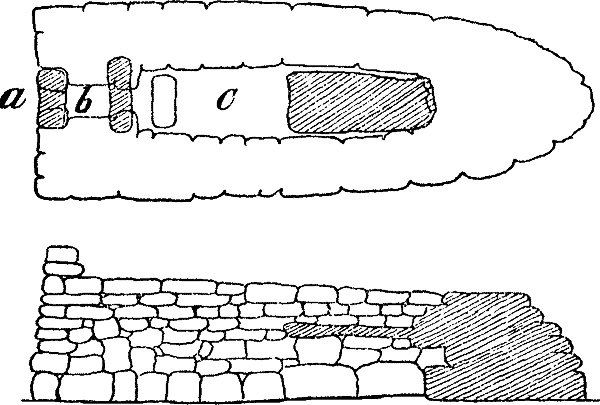
Plattegrond en doorsnede van de nog niet gerestaureerde naveta (1912): (a) lage ingang, (b) smalle doorgang, (c) lange rechthoekige kamer.

De Naveta d'Es Tudons heeft de vorm van een omgedraaid schip, met de achtersteven als trapeziumvormige gevel en de boeg als afgeronde apsis. Het grondplan heeft de vorm van een halve ellips. Aan de buitenkant is het bouwwerk 14,5 m lang, 6,5 m breed en 4,55 m hoog; de oorspronkelijke hoogte moet circa 6 m zijn geweest. De ligging van het bouwwerk is ZZW/ONO, de ingang bevindt zich aan de ZZW-kant, in het midden van de licht hellende gevel.
De voorkant, zijwanden en apsis van het gebouw bestaan uit opeenvolgende horizontale, steeds iets terugwijkende, rijen grote rechthoekige of vierkante kalkstenen blokken die met een hamer zijn bijgewerkt en zijn samengevoegd zonder mortel; Dit geheel rust op een fundering van op de smalle kant geplaatste blokken van nog grotere omvang.
De smalle, lage deuropening (0,57 m x 0,75 m) heeft een sponning waarin een afsluitende stenen plaat rustte. De ingang, die vroeger afgesloten was, leidt door een korte, met platte stenen beklede doorgang naar een 1,3 m lange voorkamer en vervolgens door een andere korte doorgang naar de onderste hoofdruimte (7,45 m x 2,45 m), waarvan het plafond is gemaakt van grote horizontale stenen platen die in de zijwanden zijn ingebracht en een gemiddelde overspanning hebben van 1,5 m op een hoogte van 2,25 m boven de vloer. Daarboven bevindt zich een tweede hoofdruimte die bereikbaar is langs het bovengedeelte van de voorkamer. Deze bovenste ruimte is iets korter (7,10 m) en smaller (1,90 m) dan de onderste en heeft een soortgelijk, hoewel veel lager (0,85 m) plafond van horizontale stenen platen. Deze hebben gaten, vermoedelijk voor de ventilatie.

## Folklore

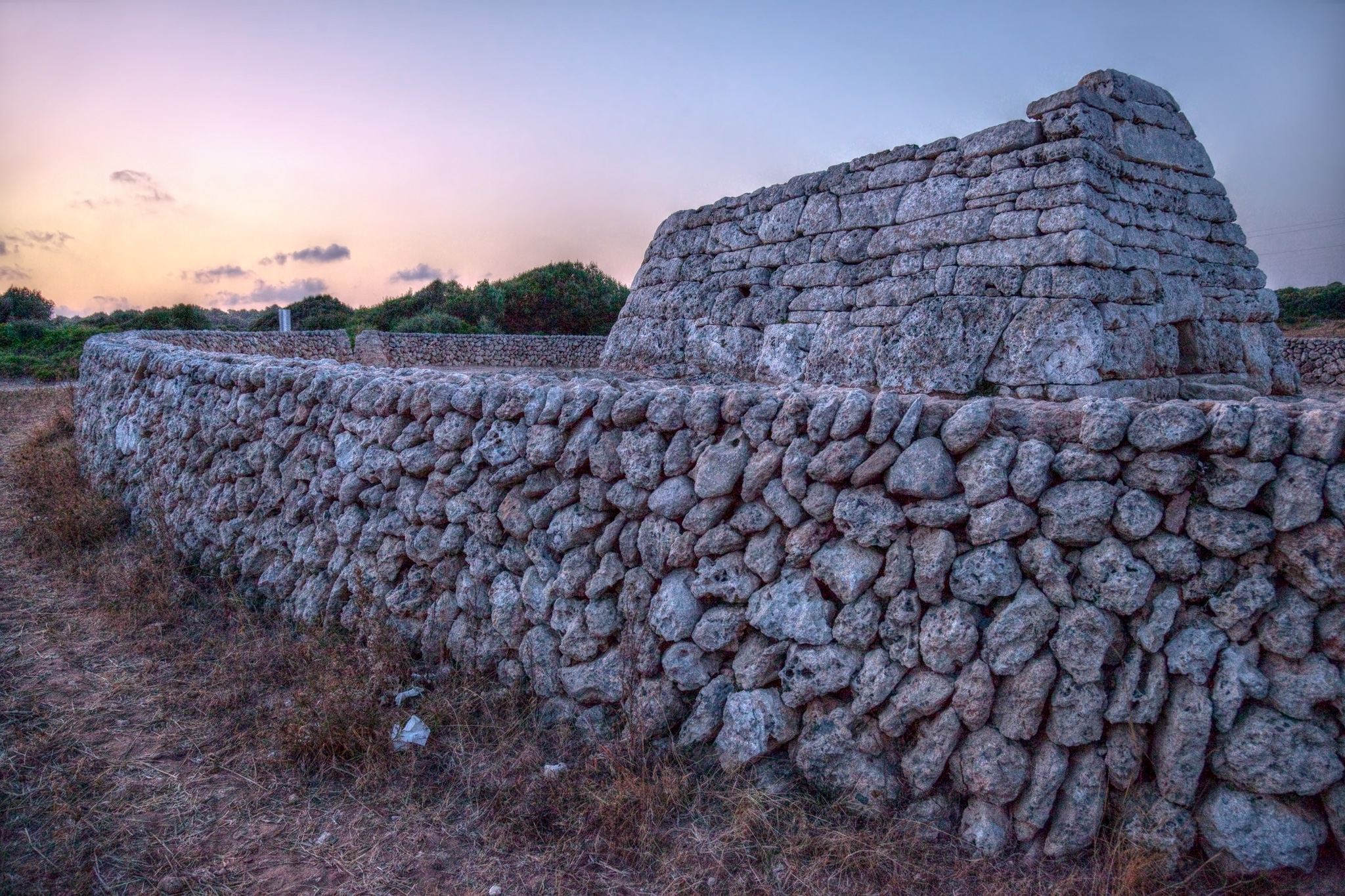
Het bouwwerk in de vroege ochtend, omringd door een recente stapelmuur.

Volgens Phil Lee, auteur van The Rough Guide to Menorca, kunnen folkloristische mondelinge overleveringen over de oorspronkelijke functie van de navetas tot in de moderne tijd hebben voortbestaan, aangezien de Menorcanen zich tot ver in de 19e eeuw afzijdig hielden van deze monumenten.
De wat recentere folklore verhaalt over de tragische geschiedenis van twee reuzen die streden om de liefde van hetzelfde meisje. Ze kwamen overeen dat de één een naveta zou bouwen en de ander een waterput zou graven; de eerste die zijn werk zou voltooien mocht met het meisje trouwen. Net toen de reus die de naveta bouwde zich gereed maakte om de laatste steen op het gebouw te plaatsen, bereikte de ander het grondwater in de put. Razend van jaloezie gooide de eerste reus de laatste steen (de steen die ontbreekt aan de bovenkant van de gevel) in de waterput en doodde daarmee de andere reus. Maar, vol wroeging over zijn daad, doodde hij vervolgens zichzelf. Uiteindelijk stierf het meisje als oude vrijster en werd begraven in de naveta.

## Galerij

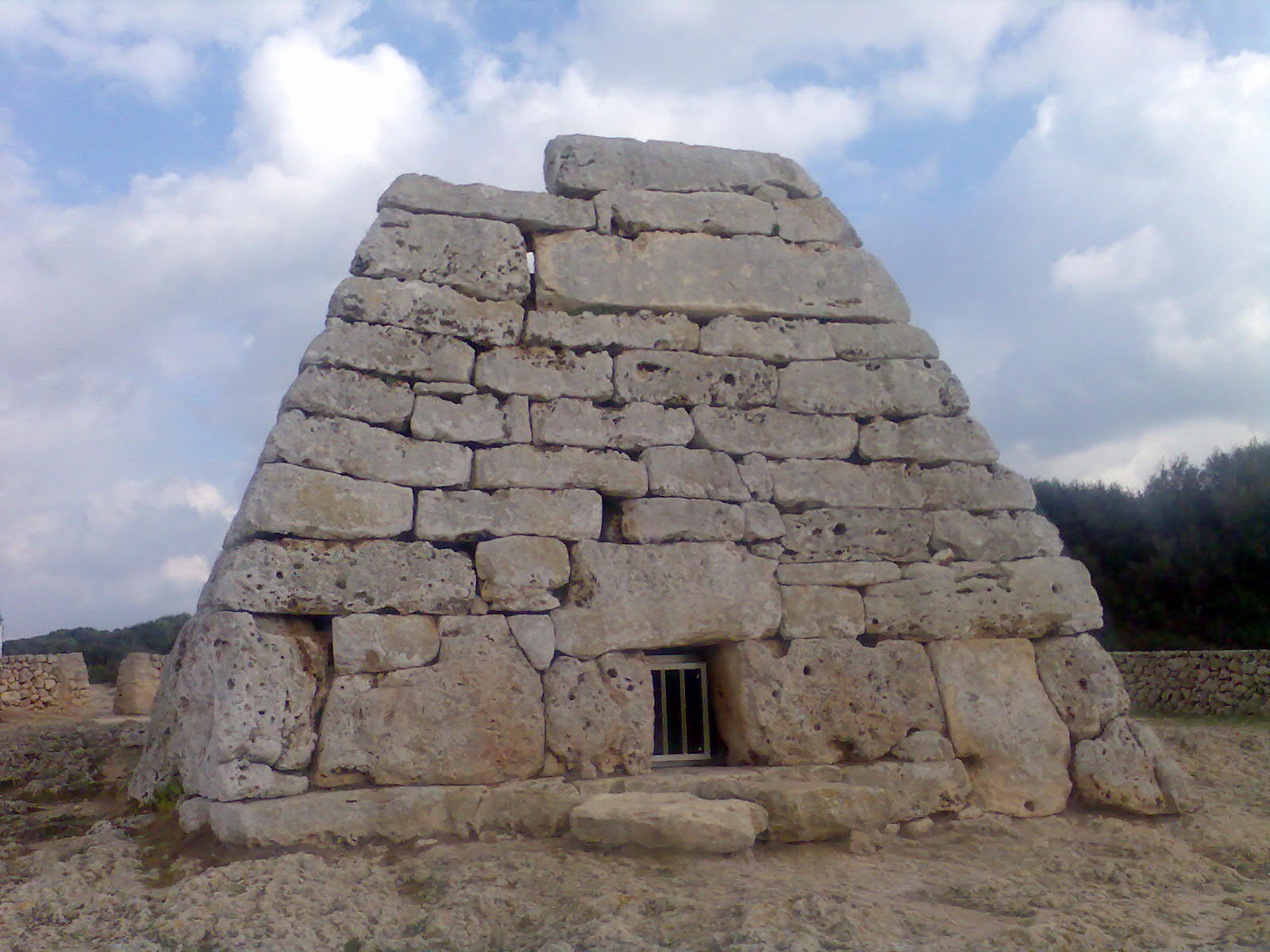
Gevel, west-zuid-west (2008)
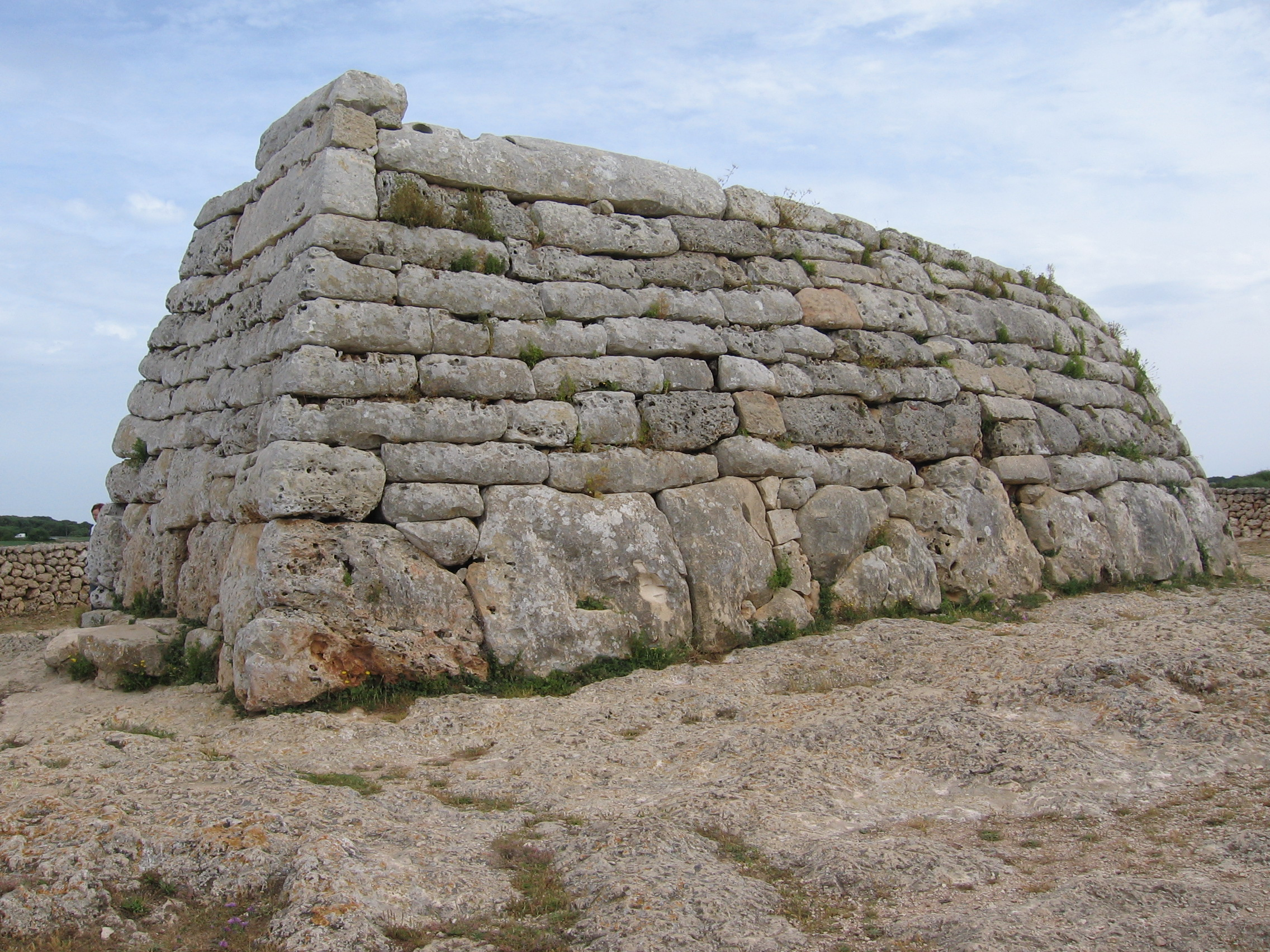
Zijaanzicht, zuid-zuid-oost (2007)
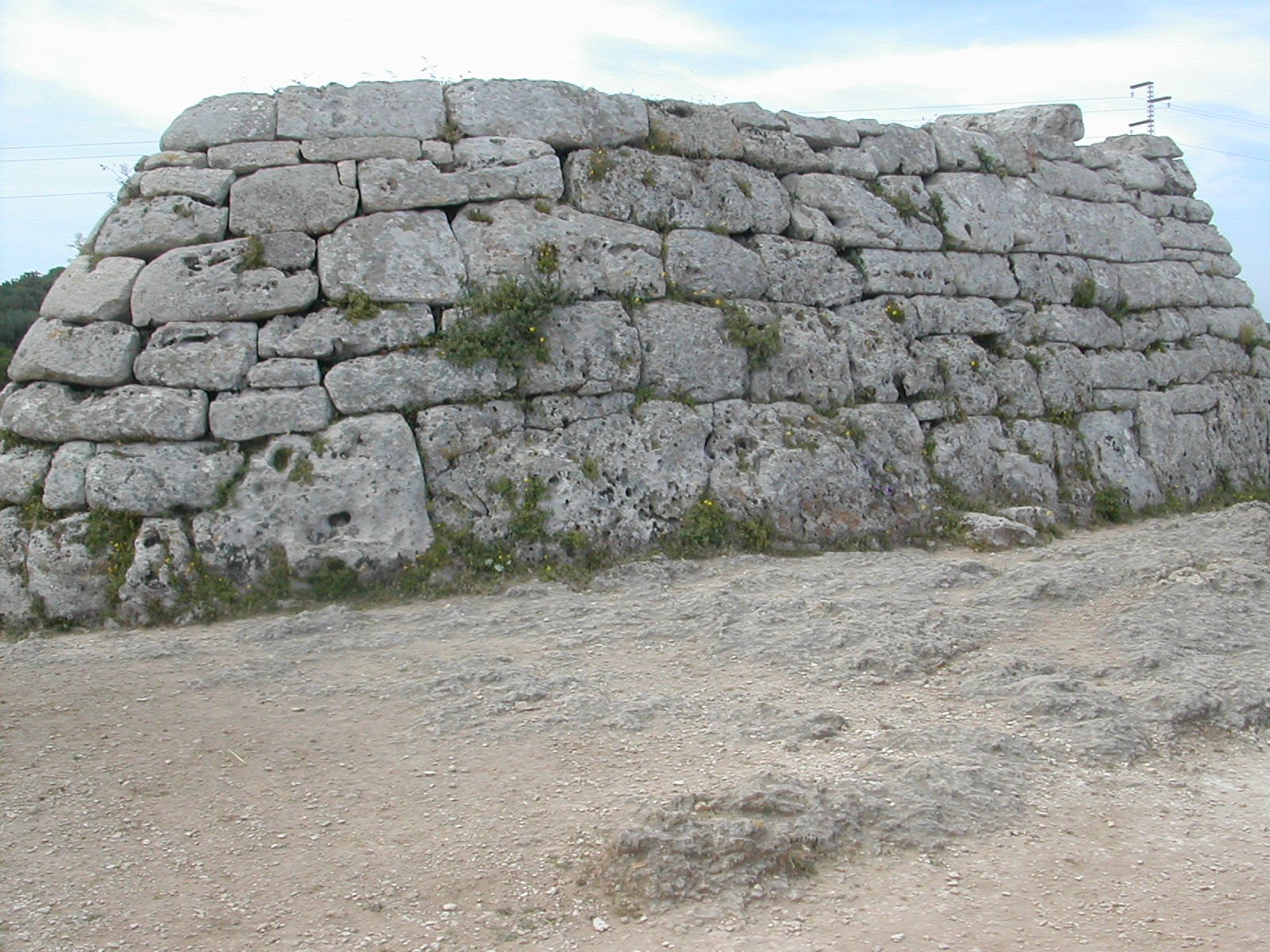
Zijaanzicht, noord-noord-west (2004)
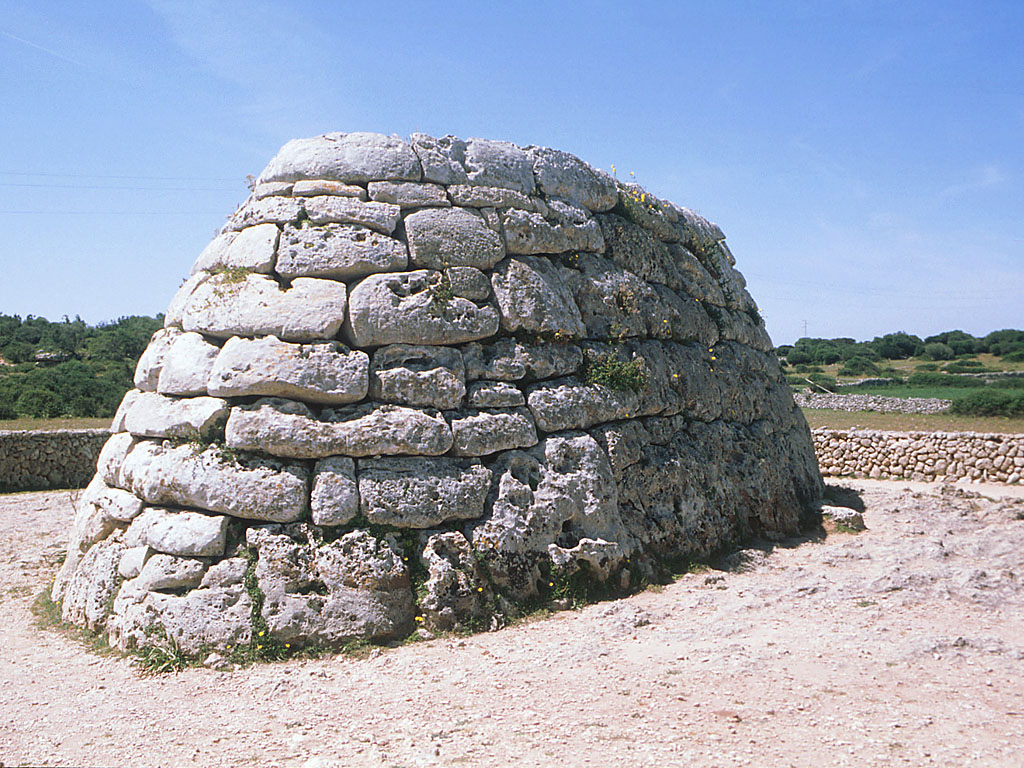
Apsis (2006)